# 雅各布·祖马
雅各布·盖德莱伊莱基萨·祖马（祖魯語： [geɮʱejiɬeˈkisa ˈzʱuma]，簡稱JZ；1942年4月12日—），族名姆肖洛齊，南非政治人物，曾先後擔任南非副總統、非洲人国民大会主席、南非总统。他是南非種族隔離結束後第4任總統。

## 早年生活
祖馬出生于纳塔尔省（今夸祖鲁-纳塔尔省）的恩坎德拉。出身卑微，是一名佣人的儿子，没有受过正规教育。
祖马是土生土长的南非人，而且是佔南非人口最多的祖鲁人。祖馬有丰富的参政经验，17岁时已經加入非洲人國民大會（非国大），並致力于反对種族隔離的斗争。曾有十年在牢狱生活，后流亡莫桑比克和赞比亚。1990年，南非白人政府對非国大的禁令废除后，他返回南非。

## 南非副總統
1999年6月17日，祖馬獲總統塔博·姆贝基任命为副總統。

### 涉嫌贪污被解職
2005年6月，祖馬的前财务顾问谢克向法庭供认曾向祖馬行贿130万兰特，约合19万美元，用于为其商业行为牟利提供方便。此外，祖馬还被怀疑接受了一家法国军火商的贿赂，以保护其免遭南非政府的调查。6月15日，南非总统姆贝基宣布解除祖馬的副总统职务。同年12月，他又被指控犯有强奸罪。但祖馬一直否認指控，並批評指控實際上是「政治迫害」，被姆贝基以政治目的作為打壓。法院在2008年9月以指控是出於政治目的為理由，宣佈拒絕審理該案件，但是該決定被上訴法院在2009年1月推翻，祖馬需要繼續面對先前的指控。4月，关于他的指控才被再次撤销。

## 非國大主席
2007年12月18日在非洲人国民大会的第52屆會議中击败塔博·姆贝基，当选非洲人国民大会的主席。2008年在威脅彈劾的情況下，成功逼使姆貝基下台。

## 南非总统

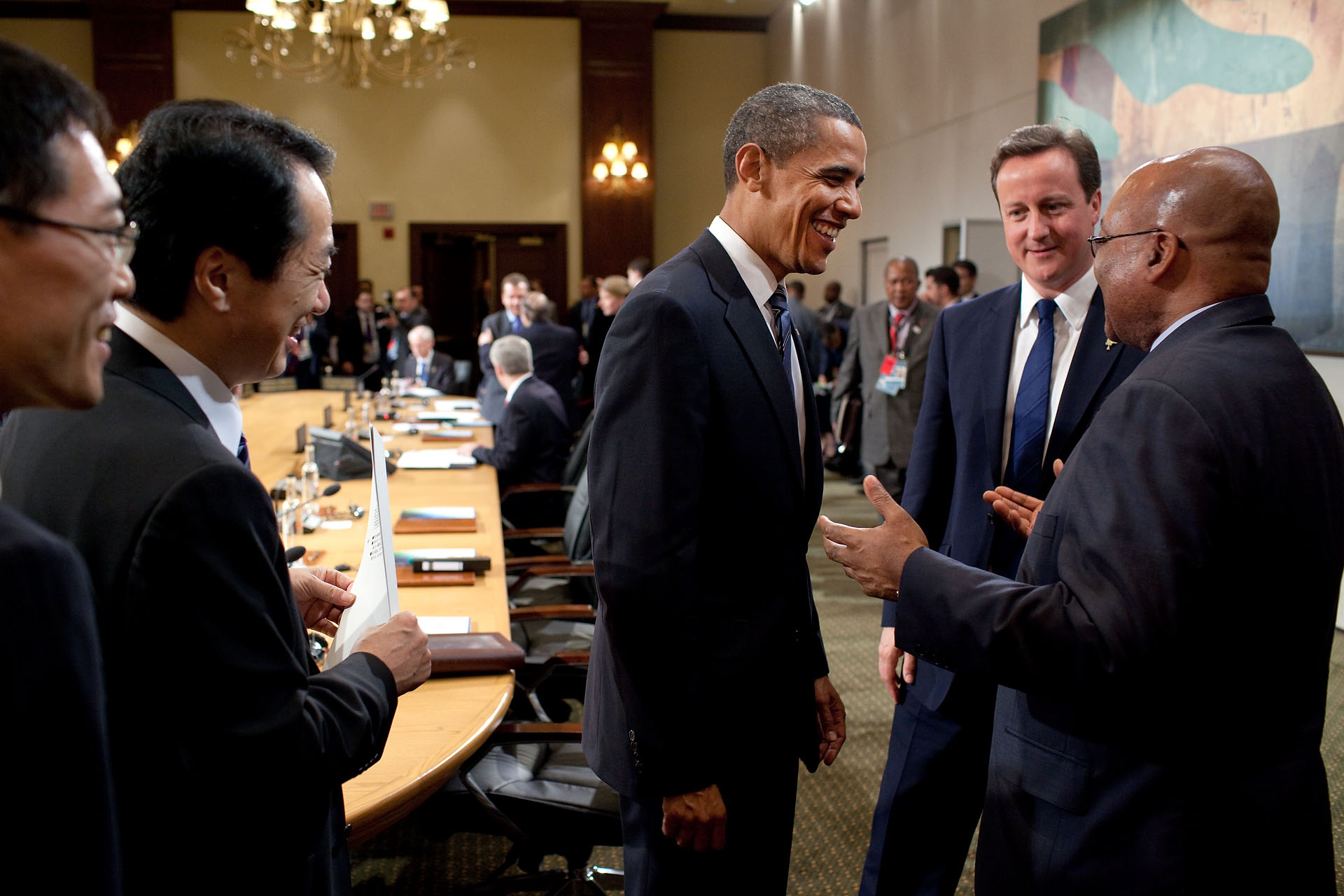
2010年6月25日，朱瑪與日本首相菅直人、美国总统贝拉克·奥巴马、英国首相戴维·卡梅伦在第36届八国集团首脑会议。

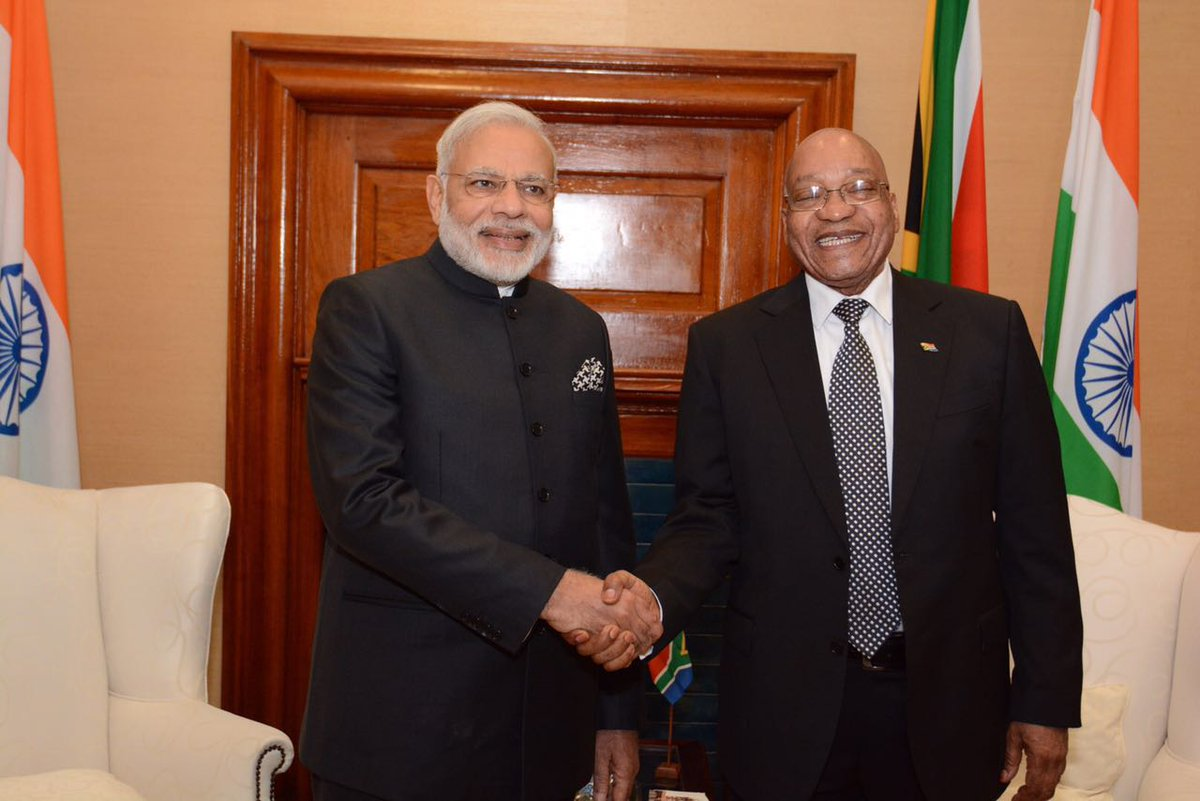
2016年7月8日，祖马与印度总理纳伦德拉·莫迪会面。

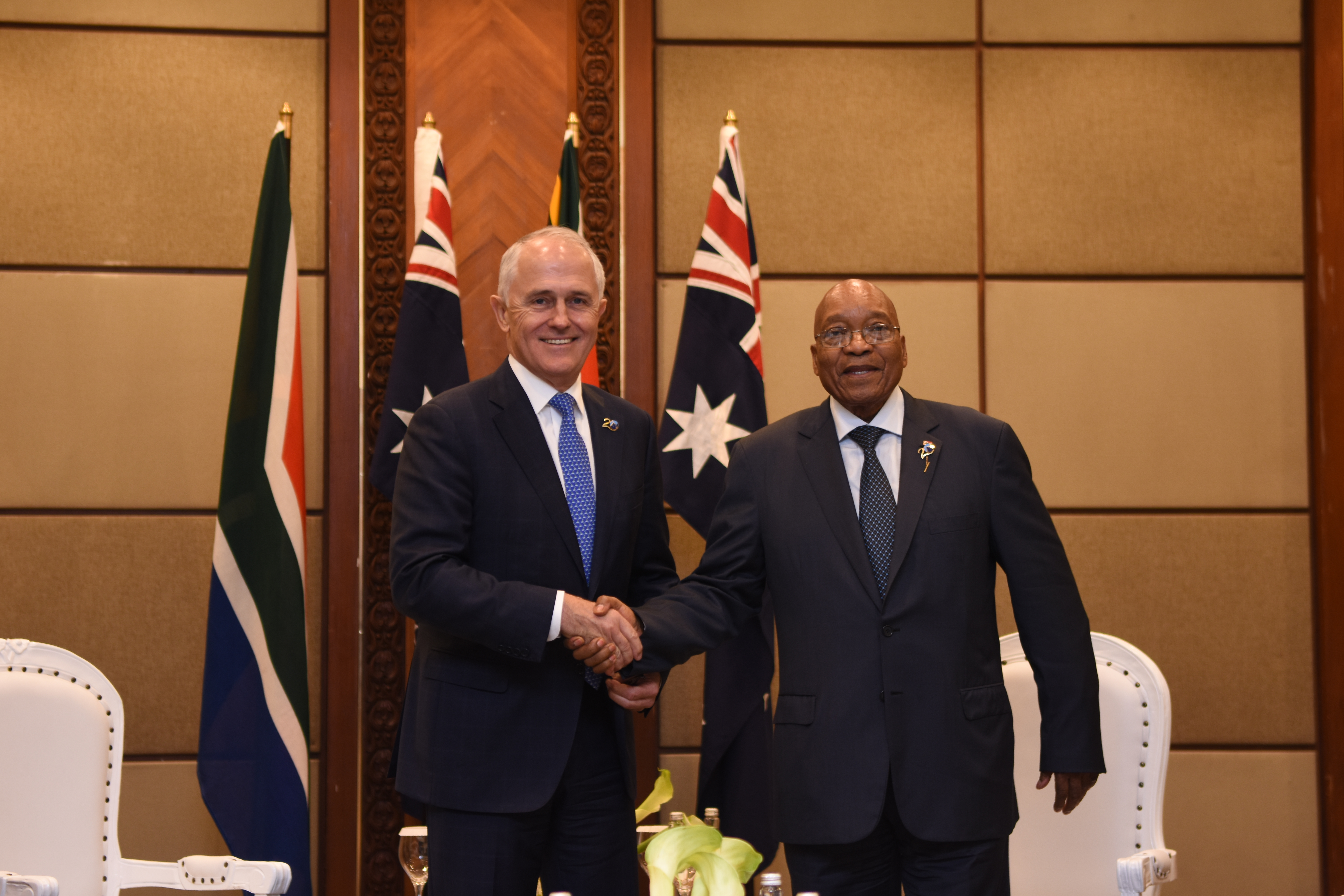
2017年3月7日，祖马在雅加达与澳大利亚总理麦肯·腾博会面。

2009年4月25日，南非舉行不分種族的第四次大選，自1994年執政的非洲人国民大会獲得264席。雖然議席輕微減少，但結果非國大仍以65.9%的得票率成為南非國會最大黨。作為該黨領導人，黨主席祖馬獲非國大推舉為總統候選人。由於非國大掌握國會逾半議席，獲該黨推薦的祖馬幾乎肯定能夠順利當選總統。祖马表示，非国大将努力发展教育與改善医疗卫生状况、克服金融危机对南非经济的消极影响、解决就业问题，以及缩小贫富差距。他又稱，非国大将致力于惩治腐败，並改革司法制度、打击犯罪，以提升民众对南非治安状况的信心。5月6日，國民議會選出祖馬為新一任南非總統。5月9日，祖马在比勒陀利亚宣誓就职。
到了2014年5月的大選，非國大的議席減至249席、得票減少3%，但祖馬仍能连任总统。
連任後的祖马政府貪污情況嚴重，執政非國大在其後的地方選舉遭遇慘敗，失去多個大城市的執政權，不過祖马繼續堅持不辭職，執政非國大亦多次否決國會反對派提出的多次不信任動議。

### 辭職
2018年2月13日，非国大正式要求他辞职。次日，為免遭國會彈劾以及維持執政黨的團結，祖马宣布辞职。

## 辭任總統後
2021年6月29日，祖马因藐视法庭被判处15个月监禁。7月7日，祖马自首，被押送至埃斯特科特的惩教中心服刑，引发其支持者不满并发起抗议，最终演变成骚乱。8月，祖马领取的养老金不足以支付他的法律费用，他的亲属们呼吁南非人民为国家的前任元首作出贡献。9月，司法部门确认祖马被判处15个月监禁。
南非懲教署宣布朱瑪的刑期已於2022年10月7日結束。尚未對他針對取消保外就醫提出的上訴作出裁決。最高法院於11月21日裁定保外就醫非法，但允許懲教署國家專員考慮朱瑪在假釋期間的時間是否計入刑期。懲教署於12月16日就該裁決向憲法法院提出上訴。2023年8月11日，懲教署赦免他15個月的刑期。

## 家庭
祖馬雖然信仰基督新教，但根據自己的祖魯族傳統，支持及奉行一夫多妻制。现有四房妻子：
- 第一位妻子格特鲁德·西扎凯莱·库马洛（Gertrude Sizakele Khumalo），1959年祖马17岁时由父母包办订婚。1973年祖马出狱后，兩人结婚[28]。该夫人一直居住在祖马家乡恩坎德拉。兩人无子女。
- 第二位妻子卡特·曼乔（Kate Mantsho）：莫桑比克人。1976年祖馬於莫桑比克流亡時結婚，2000年12月8日自杀[29]。兩人有五个孩子。其中一個兒子Nhlakanipho Vusi已故(1993年至2018年7月1日)。
- 第三位妻子恩科萨扎娜·克拉丽丝·德拉米尼-祖马（Nkosazana Clarice Dlamini-Zuma），1999年后为南非内阁部长。现任非洲联盟委员会主席。两人于1982年結婚，1998年6月离婚[29]。兩人生育了四个子女：
  - Msholozi（1982年生）
  - Gugulethu（1985年生）
  - Thuli（Nokuthula Nomaqhawe）（1987年生）
  - Thuthu（Thuthukile Xolile Nomonde）（1988年生）。
- 第四位妻子農普梅萊洛·恩圖利（英语：Nompumelelo Ntuli Zuma）（Nompumelelo Ntuli）：生于1975年，夸祖鲁-纳塔尔省斯坦格人。兩人于2008年1月8日结婚。生有三个孩子[29]。
- 第五位妻子托贝卡·斯塔西·马迪巴（Thobeka Stacie Madiba）：乌姆拉济（英语：Umlazi）人。2007年祖马向她的家族支付了彩礼。2010年1月4日正式婚礼[30]。兩人有三个孩子[31][32]。她擁有一座房子在德班北部[33]。
- 第六位妻子格洛里亚·邦盖基莱·恩盖马（Gloria Bongekile Ngema）：2012年4月20日在恩坎德拉举办盛大的祖鲁人婚礼[34]。祖马的另外三位妻子也有出席。兩人有一个儿子[3]。

2010年祖馬偷情，與老朋友的女兒生了一個孩子，被發現後只好公開向三位現任妻子道歉。
他合共育有20多个孩子，當中包括領養的孩子。他的另一个女儿諾姆塞博（Nomcebo Zuma）则于2024年嫁给了史瓦帝尼國王恩史瓦帝三世。

## 外部連結
- Profile at the African National Congress
- Zuma: Road to the presidency（页面存档备份，存于）
- Jacob Zuma at Who's Who Southern Africa
- C-SPAN內的頁面（英文）
- 雅各布·祖马在互联网电影资料库（IMDb）上的資料（英文）
- WorldCat 聯合目錄中雅各布·祖马的著作或與之相關的著作
- 雅各布·祖马在《紐約時報》上的節選新聞及評論
- Full text of the judgement against Schabir Shaik, Zuma's financial advisor
- Supreme Court judgment upholding 2009 ruling（页面存档备份，存于）

| 前任： 塔博·姆贝基     | 南非副总统 1999年－2005年 | 繼任： 普希莉·姆蘭博-庫卡 |
| 前任： 卡莱马·莫特兰蒂 | 南非总统 2009年－2018年   | 繼任： 西里爾·拉馬福薩    |